# Carex vesiculosa
Espèce
Classification phylogénétique
Carex vesiculosa est une espèce de plantes du genre Carex et de la famille des Cyperaceae.